# Gillian Robertson
Gillian Robertson, född 17 maj 1995 i Niagara Falls, Ontario, är en kanadensisk MMA-utövare som sedan 2017 tävlar i organisationen Ultimate Fighting Championship.